# Sala samobójców. Hejter
Sala samobójców. Hejter je polský hraný film z roku 2020, který režíroval Jan Komasa. Snímek měl světovou premiéru 5. března 2020.

## Děj
Tomek Giemza studuje práva na Varšavské univerzitě, ale je vyloučen poté, co byl odhalen jako plagiátor. Rozhodne se skrýt tuto skutečnost před ostatními, aby mohl i nadále dostávat finanční podporu od bohaté rodiny Krasucki. Jejich dcera Gabi je jeho kamarádka z dětství a Tomek je do ní tajně zamilovaný. Tomek přesto ztratí Krasuckiho důvěru a podporu a začne pracovat pro PR agenturu, která se zabývá diskreditací celebrit a politiků prostřednictvím sociálních médií. Získává přístup k nejnovějším technologiím, což mu umožňuje zajistit odposlech v bytě Krasuckých. Tomkovým úkolem v agentuře je mimo jiné šířit politické dezinformace před nadcházejícími komunálními volbami. Jedním z kandidátů na varšavského starostu je Paweł Rudnicki, na jehož oslabení pracuje agentura. Tomek se jako dobrovolník dostane do jeho předvolebnímu týmu, aby se snáze dostal ke kompromitujícím informacím.

## Obsazení
| Maciej Musiałowski | Tomasz Giemza   |
| Vanessa Aleksander | Gabi Krasucka   |
| Danuta Stenka      | Zofia Krasucka  |
| Jacek Koman        | Robert Krasucki |
| Agata Kulesza      | Beata Santorska |
| Maciej Stuhr       | Pawel Rudnicki  |

## Ocenění
- Tribeca Film Festival – nejlepší film (Jan Komasa)